# ديفيد ستون
ديفيد ستون (بالإنجليزية: David Stone)‏ (29 ديسمبر 1942 ببرستل في المملكة المتحدة - ) هو لاعب كرة قدم بريطاني في مركز نصف الجناح. لعب مع نادي بريستول روفيرز ونادي ساوثيند يونايتد وWeston-super-Mare A.F.C. ‏ وGlastonbury F.C. ‏ وهاستينغز يونايتد ‏ وWelton Rovers F.C. ‏ ونادي مينهيد وPortway Bristol F.C. ‏.